# WWE 2K23
WWE 2K23 est un jeu vidéo développé par Visual Concepts et édité par 2K Sports. Il est sorti le 17 mars 2023 mondialement sur PlayStation 4, PlayStation 5, Xbox One, Xbox Series et Windows.
Il s'agit de la vingt-troisième édition basée sur la promotion de catch World Wrestling Entertainment, et du dixième opus de la série WWE 2K. Il est précédé par WWE 2K22.
La superstar présente sur la jaquette du jeu est John Cena.
2K Sports a annoncé que le jeu et ses DLCs seront retirés de la vente à partir du 1er novembre 2024 et que les serveurs en ligne fermeront le 6 janvier 2025.